# J. William Fulbright
James William Fulbright (9 tháng 4 năm 1905 – 9 tháng 2 năm 1995) từng là nghị sĩ Thượng viện Hoa Kỳ, đại diện cho bang Arkansas từ 1945 đến 1975.
Fulbright là một đảng viên Đảng Dân Chủ, đồng thời cũng là người trung thành với chủ nghĩa đa phương. Ông đã ủng hộ việc sáng lập ra Liên Hợp Quốc và cũng là người giữ chức chủ tịch lâu nhất trong lịch sử Ủy ban đối ngoại của Thượng viện (Senate Foreign Relations Committee). Fulbright đã phản đối chủ nghĩa McCarthy và Ủy ban Phi Mỹ Hạ viện (House Un-American Activities Committee - HUAC), sau đó ông trở nên nổi tiếng khi phản đối những dính líu của Mỹ tới chiến tranh Việt Nam. Những nỗ lực của ông trong việc thiết lập một chương trình trao đổi quốc tế cuối cùng đã đem đến kết quả là việc ra đời một chương trình học bổng hữu nghị mang tên ông, chương trình Fulbright.
Tổng thống Bill Clinton đã tuyên dương ông là một người cố vấn dày dạn kinh nghiệm. Vào ngày 5 tháng 5 năm 1993, Tổng thống Bill Clinton đã trao tặng Huân chương Tự do của Tổng thống cho Fulbright tại lễ kỷ niệm sinh nhật lần thứ 80 của ông,

## Vinh danh và di sản

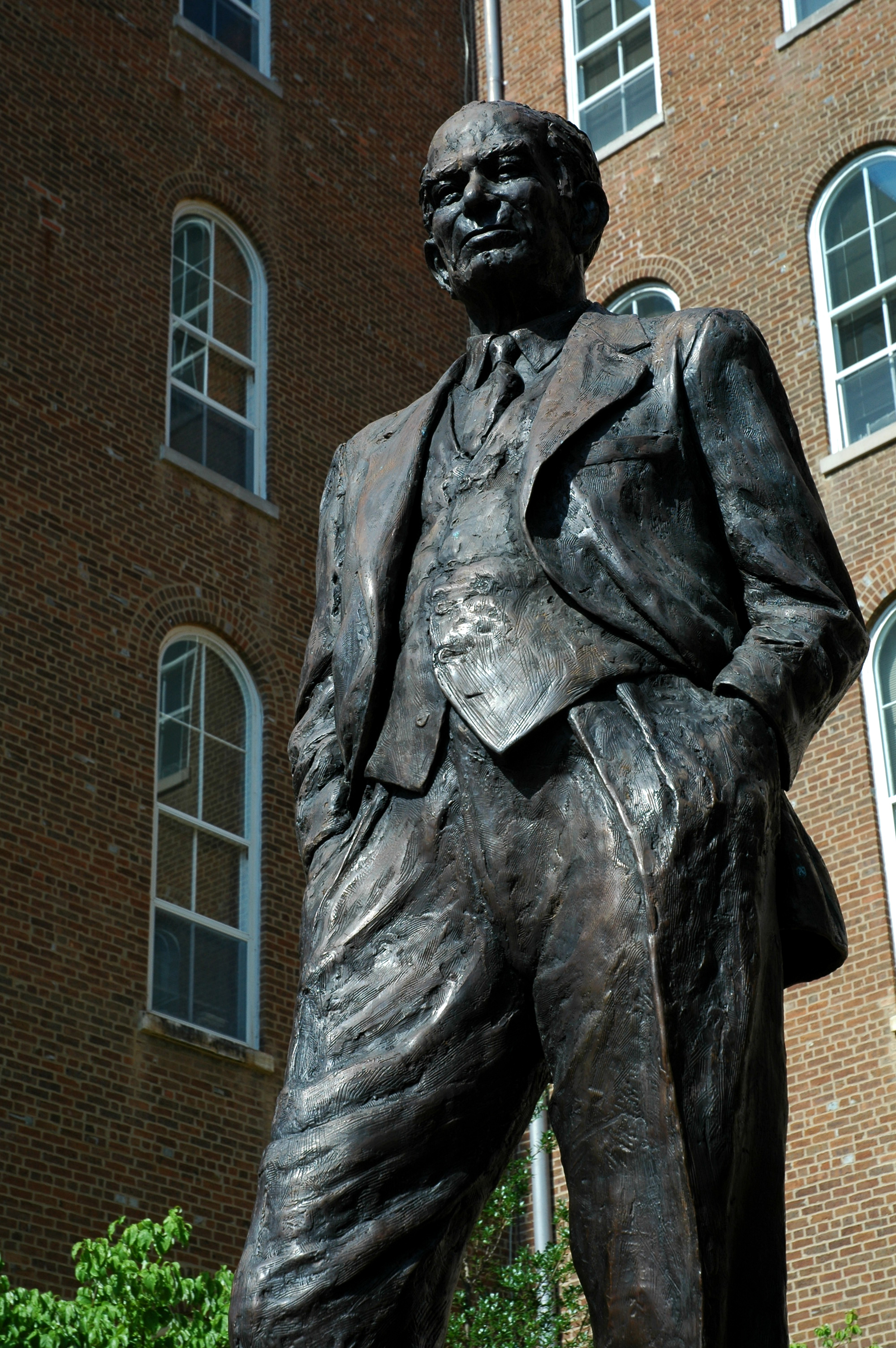
Tượng Fulbright trong khuôn viên Đại học Arkansas

Năm 1996, Đại học George Washington đã đổi tên một khu nội trú theo tên ông. Hội trường J. William Fulbright  (Fulbright Hall) này đã được công nhận là một di tích lịch sử của Quận Columbia vào ngày 28 tháng 1 năm 2010 và được liệt kê trong Sổ bộ Địa danh Lịch sử Quốc gia Hoa Kỳ vào ngày 18 tháng 6 năm 2010. Một Trường Cao đẳng Nghệ thuật và Khoa học tại Đại học Arkansas cũng mang tên ông (J. William Fulbright College of Arts and Sciences). 
Tượng của ông cũng được dựng trong khuôn viên Đại học Arkansas. Vào ngày 21 tháng 10 năm 2002, trong một bài phát biểu tại sự kiện khánh thành tượng tại Đại học Arkansas, người cùng xuất thân từ Arkansas là Bill Clinton đã nói:
| “ | Tôi ngưỡng mộ ông ấy. Tôi thích ông ấy. Trong những lần chúng tôi bất đồng quan điểm, tôi thích tranh luận với ông ấy. Tôi chưa bao giờ thích tranh cãi với bất kỳ ai trong suốt cuộc đời mình như khi tôi thích đấu tranh với Bill Fulbright. Tôi khá chắc rằng mình luôn thua, nhưng ông ấy đã cố gắng khiến tôi nghĩ rằng tôi có thể đã thắng. | ” |

Trong quá trình dỡ bỏ các tượng đài trong các cuộc biểu tình George Floyd, di sản của Fulbright đã được cộng đồng Đại học Arkansas kiểm tra lại, vì một bức tượng trong khuôn viên trường và tên của Trường Cao đẳng Khoa học và Nghệ thuật J. William Fulbright. Fulbright từng là một cựu sinh viên năm 1925, giáo sư và hiệu trưởng trường đại học từ năm 1939-41. Một cuộc tranh luận sôi nổi đã thảo luận về  tiếng tăm của ông như một kẻ phân biệt chủng tộc, người bảo vệ sự phân biệt chủng tộc và đã ký vào Tuyên ngôn miền Nam (Southern Manifesto) năm 1956. Những người bảo vệ ghi nhận hồ sơ của ông về các vấn đề quốc tế và giáo dục, đặc biệt là Chương trình Fulbright. Một người viết tiểu sử Fulbright từng biết Fulbright khẳng định ông không phải là người phân biệt chủng tộc, nhưng ủng hộ các chính sách phân biệt đối xử được mong đợi đối với một thượng nghị sĩ miền Nam vào thời điểm đó, trong khi một người viết tiểu sử khác tóm tắt di sản của Fulbright là "một người khổng lồ chính trị ở Arkansas, theo cả hai cách tốt và xấu". Một hội đồng đại học đã bỏ phiếu để dỡ bỏ bức tượng và đổi tên trường, nhưng Hội đồng Quản trị Hệ thống Đại học Arkansas (mà Fulbright từng làm chủ tịch UA) đã bỏ phiếu để giữ cả hai do luật tiểu bang yêu cầu Đại hội đồng Arkansas phê duyệt để dỡ bỏ tượng đài.

### Chương trình Fulbright
Chương trình Fulbright được thành lập vào năm 1946 theo luật do Thượng nghị sĩ lúc bấy giờ là J. William Fulbright của Arkansas đưa ra. Chương trình Fulbright được tài trợ bởi Cục Văn hóa và Giáo dục của Bộ Ngoại giao Hoa Kỳ.
Khoảng 294.000 "Fulbrighter", 111.000 từ Hoa Kỳ và 183.000 từ các quốc gia khác, đã tham gia vào Chương trình kể từ khi bắt đầu hơn 60 năm trước. Chương trình Fulbright trao khoảng 6.000 khoản tài trợ mới hàng năm.
Hiện tại, Chương trình Fulbright hoạt động tại hơn 155 quốc gia trên toàn thế giới.